# Creature Commandos
Creature Commandos is een Amerikaanse geanimeerde superheldenserie gemaakt door James Gunn en geproduceerd door Warner Bros. Television voor de streamingdienst HBO Max. De serie speelt zich af in het DC Universe (DCU) en is de eerste animatieserie binnen dit universum. De serie volgt een team van monsters.

## Verhaal
Na de gebeurtenissen van The Suicide Squad (2021) en het eerste seizoen van Peacemaker (2022) stelt Amanda Waller een black ops-team van monsters samen, geleid door generaal Rick Flag Sr.

## Stemverdeling
| Acteur / actrice       | Personage                       | Seizoen     | Seizoen |
| Acteur / actrice       | Personage                       | 1           |         |
| ---------------------- | ------------------------------- | ----------- | ------- |
| Indira Varma           | The Bride                       | Hoofdrol    |         |
| Sean Gunn              | "John Doe" / Weasel             | Hoofdrol    |         |
| Sean Gunn              | G.I. Robot                      | Hoofdrol    |         |
| Sean Gunn              | Pokolistan Guard 2              | Gastrol     |         |
| Alan Tudyk             | Alex Sartorius / Dr. Phosphorus | Hoofdrol    |         |
| Alan Tudyk             | Surfer Son                      | Terugkerend |         |
| Alan Tudyk             | Will Magnus                     | Bijrol      |         |
| Alan Tudyk             | Clayface                        | Bijrol      |         |
| Zoë Chao               | Nina Mazursky                   | Hoofdrol    |         |
| David Harbour          | Eric Frankenstein               | Hoofdrol    |         |
| Frank Grillo           | Rick Flag Sr.                   | Hoofdrol    |         |
| Maria Bakalova         | Princess Ilana Rostovic         | Terugkerend |         |
| Maria Bakalova         | Old Woman                       | Terugkerend |         |
| Viola Davis            | Amanda Waller                   | Terugkerend |         |
| Julian Kostov          | Alexi                           | Terugkerend |         |
| Julian Kostov          | Amethyst Knight                 | Terugkerend |         |
| Julian Kostov          | Sergei                          | Terugkerend |         |
| Julian Kostov          | Butler                          | Terugkerend |         |
| Julian Kostov          | Son of Themyscira               | Gastrol     |         |
| Steve Agee             | John Economos                   | Terugkerend |         |
| Anya Chalotra          | Circe                           | Terugkerend |         |
| Stephanie Beatriz      | Aisla MacPherson                | Terugkerend |         |
| Tony Cavalero          | Incel Son                       | Terugkerend |         |
| Peter Serafinowicz     | Victor Frankenstein             | Bijrol      |         |
| Michael Rooker         | Sam Fitzgibbon                  | Bijrol      |         |
| Maury Sterling         | Sgt. Franklin Rock              | Bijrol      |         |
| Paul Ben-Victor        | Bulldozer                       | Bijrol      |         |
| Robbie Daymond         | Little Sure Shot                | Bijrol      |         |
| Linda Cardellini       | Elizabeth Bates                 | Bijrol      |         |
| Jason Konopsos-Alvarez | Congorilla                      | Bijrol      |         |
| Jason Konopsos-Alvarez | Pilot                           | Bijrol      |         |
| Shohreh Aghdashloo     | Madam Gyurov                    | Bijrol      |         |
| Benjamin Byron Davis   | Rupert Thorne                   | Bijrol      |         |
| Parisa Fakhri          | Parvin Sartorius                | Bijrol      |         |
| Gregg Henry            | Edward Mazursky                 | Bijrol      |         |
| Joy Osmanski           | Lily Mazursky                   | Bijrol      |         |
| Diedrich Bader         | Nanaue / King Shark             | Bijrol      |         |
| Nickolai Stoilov       | Ivan the Cabbie                 | Gastrol     |         |
| Nickolai Stoilov       | Royal Pokolistan Security Guard | Gastrol     |         |
| Nickolai Stoilov       | Amethyst Knight                 | Gastrol     |         |
| Nickolai Stoilov       | Driver                          | Gastrol     |         |
| Nickolai Stoilov       | Pokolistan Guard 1              | Gastrol     |         |
| Nickolai Stoilov       | Server                          | Gastrol     |         |
| Flufa Borg             | German Oberst                   | Gastrol     |         |
| Matthew Yang King      | Liu Kang                        | Gastrol     |         |
| Jake Tapper            | Reporter                        | Gastrol     |         |
| Irina Maleeva          | Bogdana                         | Gastrol     |         |
| Sunkrish Bala          | Hallway Jerk 2                  | Gastrol     |         |
| Sunkrish Bala          | Police Officer 2                | Gastrol     |         |
| Keith Ferguson         | Amethyst Knight                 | Gastrol     |         |
| Keith Ferguson         | Host                            | Gastrol     |         |
| Anjali Bhimani         | Assistant 2                     | Gastrol     |         |
| Anjali Bhimani         | Principal                       | Gastrol     |         |
| Raoul Bhaneja          | Doctor                          | Gastrol     |         |
| Daisuke Tsuji          | Scorpion                        | Gastrol     |         |
| Leila Birch            | Nurse                           | Gastrol     |         |
| Leila Birch            | Reporter #2                     | Gastrol     |         |
| Kari Wahlgren          | Buxom Student                   | Gastrol     |         |
| Piotr Michael          | Exuberant Host                  | Gastrol     |         |
| Piotr Michael          | Prosecuting Attorney            | Gastrol     |         |
| Piotr Michael          | Son of Themyscira               | Gastrol     |         |
| Luke Cook              | Craic Brother 1                 | Gastrol     |         |
| Luke Cook              | Pilot                           | Gastrol     |         |
| Derek Phillips         | Billy                           | Gastrol     |         |
| Derek Phillips         | Justin                          | Gastrol     |         |
| David Kaye             | Cop 2                           | Gastrol     |         |
| David Kaye             | Old Man                         | Gastrol     |         |
| Mike McGlone           | Embassy Offical                 | Gastrol     |         |
| Joy Osmanski           | Lily Mazursky                   | Gastrol     |         |
| Giles Matthey          | Thug #1                         | Gastrol     |         |
| Giles Matthey          | Young Man                       | Gastrol     |         |
| Chester Rushing        | Co-Pilot                        | Gastrol     |         |
| Chester Rushing        | Hoodlum                         | Gastrol     |         |
| Chester Rushing        | Private Guard                   | Gastrol     |         |
| Kai Zen                | Little Girl 2                   | Gastrol     |         |
| Salli Saffioti         | French Sex Worker               | Gastrol     |         |

De personages Superman, Batman, Wonder Woman, Hawkgirl, Vigilante, Blue Beetle, Booster Gold, Stafire, Mister Terrific, Green Lantern, Supergirl, Damian Wayne / Robin, Flash, Judomaster, Animal-Vegetable-Mineral Man, Shaggy Man, Nosferata, Khalis, Egg Fu, Bug-Eyed Bandit, Chemo en Gorilla Grodd verschijnen als een cameo in de serie.

## Afleveringen
| Nr. | Titel                   | Regisseur   | Schrijver(s) | Releasedatum     |
| --- | ----------------------- | ----------- | ------------ | ---------------- |
| 1   | The Collywobbles        | Matt Peters | James Gunn   | 5 december 2024  |
| 2   | The Tourmaline Necklace | Sam Liu     | James Gunn   | 5 december 2024  |
| 3   | Cheers to the Tin Man   | Matt Peters | James Gunn   | 12 december 2024 |
| 4   | Chasing Squirrels       | Sam Liu     | James Gunn   | 19 december 2024 |
| 5   | The Iron Pot            | Matt Peters | James Gunn   | 26 december 2024 |
| 6   | Priyatel Skelet         | Sam Liu     | James Gunn   | 2 januari 2025   |
| 7   | A Very Funny Monster    | Matt Peters | James Gunn   | 9 januari 2025   |